# ساحل‌سنگ

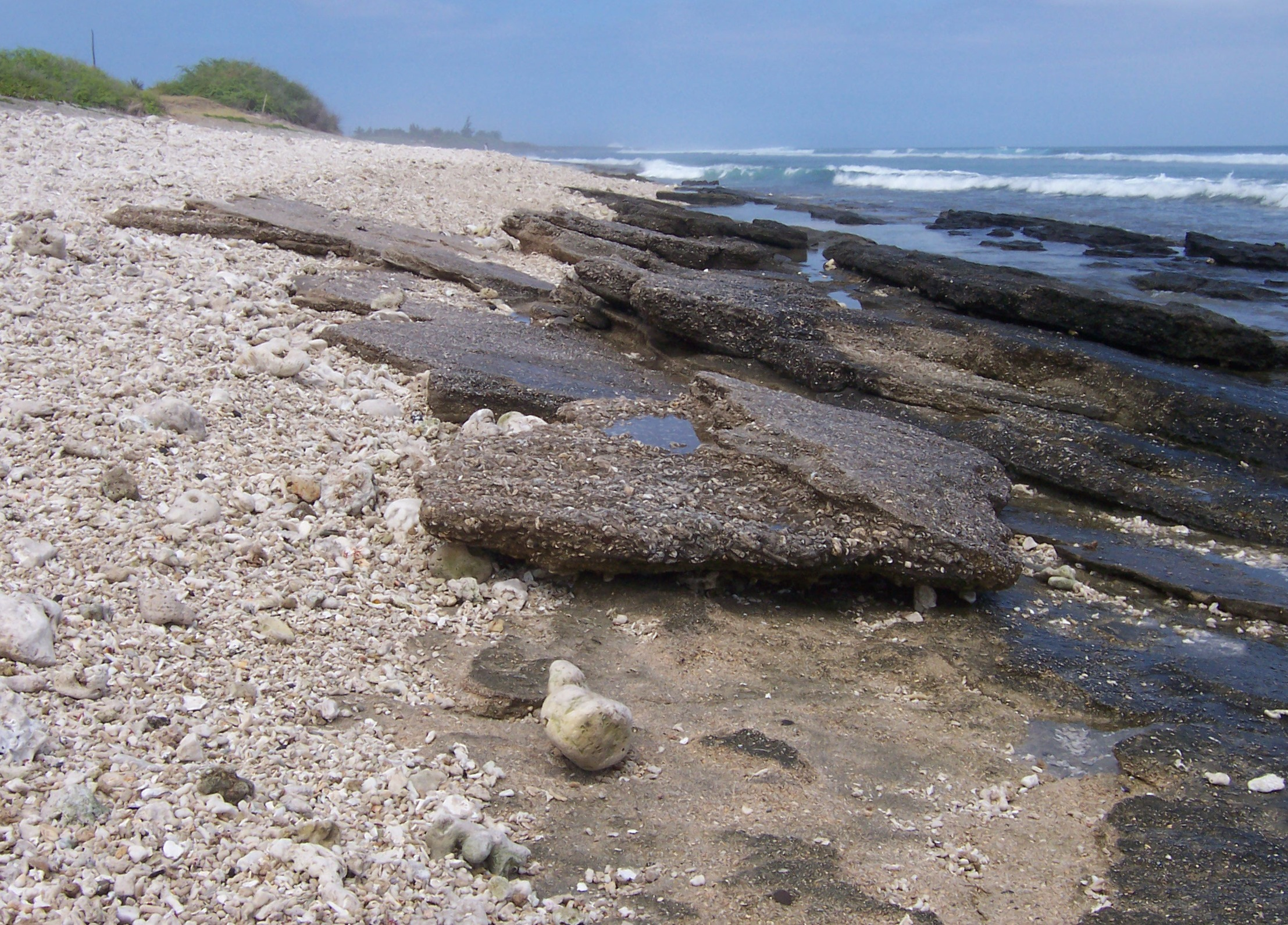
ساحل‌سنگ در امتداد ساحل جزیره رئونیون

ساحل‌سنگ (به انگلیسی: Beachrock)، سنگ رسوبی شکننده تا سیمانی خوبی است که از مخلوط متغیری از رسوبات شنی، ماسه‌ای و سیلت تشکیل شده‌است که با مواد معدنی کربناته سیمانی شده و در امتداد یک خط ساحلی تشکیل شده‌است. بسته به مکان، رسوبی که برای تشکیل ساحل‌سنگ سیمانی می‌شود، می‌تواند از مخلوطی متغیر از پوسته صدف، قطعه‌های مرجان، قطعه‌های سنگ از انواع مختلف و مواد دیگر تشکیل شود. این می‌تواند شامل دست‌ساخت‌های پراکنده، تکه‌های چوب و نارگیل باشد. ساحل‌سنگ معمولاً در منطقه جزر و مدی در مناطق گرمسیری یا نیمه‌گرمسیری تشکیل می‌شود. با این حال، ساحل‌سنگ کواترنری نیز در شمال و جنوب تا عرض جغرافیایی ۶۰ درجه یافت می‌شود.